# DuckTales (2017)
DuckTales ist eine US-amerikanische Zeichentrickserie, die ein Reboot der Serie DuckTales – Neues aus Entenhausen ist und lose auf den Onkel-Dagobert-Comics von Carl Barks und teilweise auch Don Rosa basiert.

## Handlung
Dagobert Duck, die reichste Ente der Welt, reist zusammen mit seinem Neffen Donald und seinen Großneffen Tick, Trick und Track quer durch die ganze Welt auf der Suche nach Schätzen, um sein Vermögen noch zu vergrößern. Auf diesen Reisen erlebt die Familie Duck jede Menge Abenteuer und muss sich Schurken wie Mac Moneysac, Gundel Gaukeley, Klaas Klever und Oma Knack und ihren Panzerknackern stellen.

## Produktion und Ausstrahlung
Die Serie wurde offiziell im Februar 2015 angekündigt, im Juli 2016 wurde der Beginn der Erstausstrahlung auf den Sommer 2017 festgelegt. Im März 2017 wurde die Serie bereits um eine zweite Staffel verlängert. Als Erstausstrahlungsdatum in den USA wurde der 12. August 2017 angekündigt, an dem der einstündige Pilotfilm mit dem Titel Woo-oo! ab Mitternacht in einem Zeitraum von 24 Stunden mehrmals beim amerikanischen Disney-XD-Sender ausgestrahlt werden soll. Die reguläre Ausstrahlung findet seit dem 23. September 2017 statt, wobei in der ersten Woche zwei Episoden ausgestrahlt wurden. Die Serie wird in 34 Sprachen auf insgesamt 162 Disney-Channel- und Disney-XD-Sendern gesendet.
Eine für 2019 geplante dritte Staffel wurde einen Monat vor Start der zweiten Staffel angekündigt.
Laut DuckTales-Produzenten Frank Angones unterscheidet sich die Ausstrahlungsreihenfolge stark von der Handlungsreihenfolge, die vor der Erstausstrahlung festgelegt wurde. Die Produktionsreihenfolge entspricht der Handlungsreihenfolge.
Bei der deutschen Pay-TV-Erstausstrahlung auf Disney XD seit 22. Dezember 2017 war die englische Titelmusik zu hören, aber für die ab Spätsommer 2018 geplante deutsche Free-TV-Ausstrahlung auf dem Disney Channel wurde ein deutsches Introlied, gesungen vom deutschen Sänger Mark Forster und einigen Fans, die dafür vorsprechen konnten, verwendet. Während das englisch gesungene Lied den Liedtext der Ursprungsserie übernommen hat, wurde der deutsche Text von Forster neu geschrieben. Damit in Verbindung gebracht wird der in der alten Titelmusik vorhandene Fehler im Text: Im alten deutschen Lied werden die Figuren Pluto und Goofy erwähnt, obwohl sie nicht Teil der DuckTales-Serie waren.

## Synchronisation
Die Synchronisation der Serie wird bei der SDI Media Germany nach einem Dialogbuch von Marie-Luise Schramm unter der Dialogregie von Patrick Baehr und Schramm erstellt. Marc Mueller schreibt die Liedertexte und Michael Ernst führt die musikalische Leitung der deutschen Fassung.
| Figur Originalname                                                                | Originalsprecher           | Deutsche Sprecher                                      |
| Familie Duck                                                                      | Familie Duck               | Familie Duck                                           |
| --------------------------------------------------------------------------------- | -------------------------- | ------------------------------------------------------ |
| Dagobert Duck Scrooge McDuck                                                      | David Tennant              | Thomas Nero Wolff                                      |
| Donald Duck                                                                       | Tony Anselmo Don Cheadle 1 | Peter Krause Peter Flechtner 1 Anita Heilker (ab 2.11) |
| Tick Duck Hubert „Huey“ Duck                                                      | Danny Pudi                 | Patrick Keller                                         |
| Trick Duck Dewford „Dewey“ Duck                                                   | Ben Schwartz               | Christian Zeiger                                       |
| Track Duck Llywelyn „Louie“ Duck                                                  | Bobby Moynihan             | Hannes Maurer                                          |
| Della Duck                                                                        | Paget Brewster             | Ilka Teichmüller                                       |
| Dietbert Duck Fergus McDuck                                                       | Graham McTavish            | Lutz Mackensy                                          |
| Dankrade Duck Downy McDuck                                                        | Ashley Jensen              | Margot Rothweiler                                      |
| Freunde der Familie und Dagoberts Angestellte                                     |                            |                                                        |
| Nicky Vanderquack Webbigail „Webby“ Vanderquack                                   | Kate Micucci               | Mia Diekow                                             |
| Frieda Mrs. Bentina Beakley                                                       | Toks Olagundoye            | Judith Steinhäuser                                     |
| Quack, der Bruchpilot Launchpad McQuack                                           | Beck Bennett               | Dirk Bublies                                           |
| Johann Duckworth                                                                  | David Kaye                 | Frank Ciazynski                                        |
| Daniel Düsentrieb Gyro Gearloose                                                  | Jim Rash                   | Oliver Rohrbeck                                        |
| Fenton Crackshell-Cabrera / Krach-Bumm-Ente Fenton Crackshell-Cabrera / Gizmoduck | Lin-Manuel Miranda         | Roland Wolf                                            |
| Mrs. Cabrera M’Ma Cabrera                                                         | Selenis Leyva              | Iris Artajo                                            |
| Rita Rührig Mrs. Emily Quackfaster                                                | Susanne Blakeslee          | Anna Dramski                                           |
| Lena                                                                              | Kimiko Glenn               | Leonie Dubuc                                           |
| Violetta Degenflügel Violet Sabrewing                                             | Libe Barer                 | Derya Flechtner                                        |
| Panchito Pistoles                                                                 | Arturo del Puerto          | Gerald Schaale                                         |
| José Carioca                                                                      | Bernardo de Paula          | Michael Pan                                            |
| Gustav Gans Gladstone Gander                                                      | Paul F. Tompkins           | Sebastian Schulz                                       |
| Dussel Duck Fethry Duck                                                           | Tom Kenny                  | Christoph Banken                                       |
| Darkwing Duck (Jim Starling)                                                      | Jim Cummings               | Matthias Klages                                        |
| Eddie Erpel Drake Mallard                                                         | Chris Diamantopoulos       | Florian Clyde                                          |
| Glitzer Goldie Goldie O’Gilt                                                      | Allison Janney             | Nina Herting                                           |
| Primus von Quack Ludwig Von Drake                                                 | Corey Burton               | Rainer Gerlach                                         |
| Roxanne Federkiel Roxanne Featherly                                               | Kari Wahlgren              | Isabella Vinet Melinda Rachfahl                        |
| Dagoberts Rivalen und Schurken                                                    |                            |                                                        |
| Mac Moneysac Flintheart Glomgold                                                  | Keith Ferguson             | Axel Lutter                                            |
| Oma Knack Ma Beagle                                                               | Margo Martindale           | Philine Peters-Arnolds                                 |
| Karlchen Knack Big Time Beagle                                                    | Eric Bauza                 | Tim Sander                                             |
| Kuno Knack Bouncer Beagle                                                         | Eric Bauza                 | Matti Klemm                                            |
| Burger Knack Burger Beagle                                                        | Eric Bauza                 | Dennis Sandmann                                        |
| Gundel Gaukeley Magica De Spell                                                   | Catherine Tate             | Debora Weigert 2 Claudia Gáldy                         |
| Mark Bürzel Mark Beaks                                                            | Josh Brener                | Tobias Müller                                          |
| Doofy Doofus Drake                                                                | John Gemberling            | Sebastian Kluckert                                     |
| Berthold & Bradford Bussard Bentley & Bradford Buzzard                            | Marc Evan Jackson          | Stefan Bergel                                          |

## Episodenliste
| Staffel | Episodenanzahl | Erstausstrahlung USA/Kanada | Erstausstrahlung USA/Kanada | Deutschsprachige Erstausstrahlung | Deutschsprachige Erstausstrahlung |
| Staffel | Episodenanzahl | Staffelpremiere             | Staffelfinale               | Staffelpremiere                   | Staffelfinale                     |
| ------- | -------------- | --------------------------- | --------------------------- | --------------------------------- | --------------------------------- |
| 1       | 23             | 12. August 2017             | 18. August 2018             | 22. Dezember 2017                 | 23. Februar 2019                  |
| 2       | 24             | 20. Oktober 2018            | 12. September 2019          | 8. April 2019                     | 14. Februar 2020                  |
| 3       | 22             | 4. April 2020               | 15. März 2021               | 16. November 2020                 | 13. Mai 2021                      |